# Атаназій Мйончинський
Атаназій Валентій Мьончиньський (пол. Atanazy Walenty Miączyński; 1639 — березень 1723) — державний, політичний і військовий діяч Речі Посполитої. Представник польського шляхетського роду Мьончинських гербу Сухекомнати. Підскарбій великий коронний, волинський воєвода з 25 серпня 1713 р. Один з найкращих офіцерів Яна ІІІ Собеського. Фундатор костелу і шпиталю в Мацеєві для поранених товаришів-вояків у війнах з татарами, турками; костелу в Киянах (поблизу Завепшиць; в ньому є портрети його та дружини).

## Життєпис
Народився в родовому маєтку в Завепшицях (Люблинських). Походив зі середньої шляхти Плоцького воєводства. Батько Пйотр — полковник регіменту Острозької ординації, чернігівський підчаший — переїхав на Волинь. Мати — Регіна Цекліньска. Старший брат Анджей — плоцький чесник, молодший Станіслав — мельницький чесник — були ротмістрами королівського війська.
Військову службу розпочав біля батька. Замолоду познайомився з Яном Собеським; у вересні 1667 р. допомагав виздоровіти, брав з ним участь у Підгаєцькій кампанії. Протягом 1684—1687 років займав уряд великого коронного ловчого. В 1692 р. був одним із заслужених кандидатів на булаву польного коронного гетьмана, яку через походження отримав Фелікс Казімеж Потоцький. Наприкінці січня 1695 р. Станіслав Ян Яблоновський призначив його генеральним регіментарем через потужний татарський напад. З великими труднощами зібрав війська біля Гологорів, Буська, довів їх до Львова, взяв участь в обороні міста безпосердньо на передмістях 11 лютого). У 1706 р. через його заслуги перед Короною шведи зруйнували маєтності А. В. Мьончинського на Волині. Під час Тарногородської конфедерації у 1715—1716 р. був прихильником двору.
Був похований у костелі в Мацеєві (нині Лукові).

### Родина
У 1690 р. оженився з Геленою Лушковською гербу Корчак. Діти:
- Катажина — дружина великого коронного підскарбія Францішка Оссоліньского,
- Ельжбета — дружина великого коронного стражника, житомирського та ольшанського старости Юзефа Сєраковского гербу Доленґа[11]
- Казімеж (пом. 1711) — підполковник військ литовських,
- Юзеф (пом. 1723) — канонік варшавський,
- Антоній,
- Пйотр Міхал.[12]

### Власність
Відзначався значним зацікавленням в зростанні власних маєтностей. Погано ставився до підданих в отриманих староствах (через це був виступ селян у Лосицькому старостві 1701 р.). Залишив дітям значні маєтності. Від батька одідичив Завепшиці коло Любартова, з віном дружини отримав Сільце коло Володимира-Волинського. Пізніше від Сапегів набув Луків (згодом зробив головною садибою, сприяв будівництву величного замку, оточеного огорожею), від Чарнковських у 1695 р. Поваєво з 13 селами у Познаньському воєводстві за 717 000 злотих, також мав Мьончин з кількома сотнями сіл у Грубешівському старостві.